# Sjukvård på Grönland
Sjukvården på Grönland är präglad av de extremt stora avstånden mellan städerna och byarna. Transport mellan dessa kan endast ske med flyg, helikopter eller båt. Själva sjukvården är inte dyr, den fungerar liknande som i övriga Norden.

## Sjukhus på Grönland
Grönland har fem små sjukhus samt ett rikssjukhus i Nuuk. Utöver det finns också ett antal ännu mindre distriktsvårdcentraler.
- Dronning Ingrids rikssjukhus, Nuuk,  185 bäddar[2]
- Aasiaats regionsjukhus, Aasiaat
- Ilulissats regionsjukhus, Ilulissat
- Sisimiuts regionsjukhus, Sisimiut
- Qaqortoqs regionsjukhus, Qaqortoq

## Tandvård på Grönland
Det finns offentliga tandkliniker i städer med mer än 500 invånare som utför ordinarie tandundersökningar, rotkanalarbete, kariesbehandling, tandreglering, tandprotesarbete och till viss del specialiserad tandbehandling. Tandläkare besöker regelbundet skolor och dagis och ger barnen, personalen och föräldrarna råd om tandborstning och tandhygien. Alla utom de minsta byarna får minst ett årligt besök av en tandläkare som meddelas i byn i förväg för att möjliggöra möten. Det finns också privata tandkliniker i Nuuk.